# Giovanni Bottesini

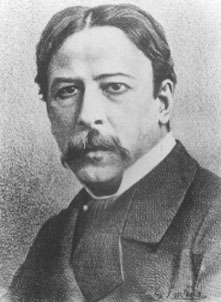

Giovanni Bottesini, född 22 december 1821, död 7 juli 1889, var en italiensk tonsättare, dirigent och kontrabasist.
Bottesini företog vidsträckta konsertresor och besökte Stockholm 1877. Bottesini innehade många olika befattningar och framträdde som tonsättare med operor, ett oratorium, kammarmusik och verk för kontrabas.